# Силицид родия
Силицид родия — бинарное неорганическое соединение 
металла родия и кремния
с формулой RhSi,
кристаллы.

## Получение
- Сплавление стехиометрических количеств чистых веществ:

{\displaystyle {\mathsf {Rh+Si\ {\xrightarrow {1450^{o}C}}\ RhSi}}}

## Физические свойства
Силицид родия образует кристаллы
ромбической сингонии,
пространственная группа P nma,
параметры ячейки a = 0,5545 нм, b = 0,3067 нм, c = 0,6376 нм, Z = 4,
структура типа фосфида марганца MnP
.
При температуре 1030÷1080°C в соединении происходит фазовый переход в кристаллы
кубической сингонии,
пространственная группа P 213,
параметры ячейки a = 0,4685 нм, Z = 4,
структура типа силицида железа FeSi.
Соединение образуется по перитектической реакции при температуре 1450°C .